# راب کرییر

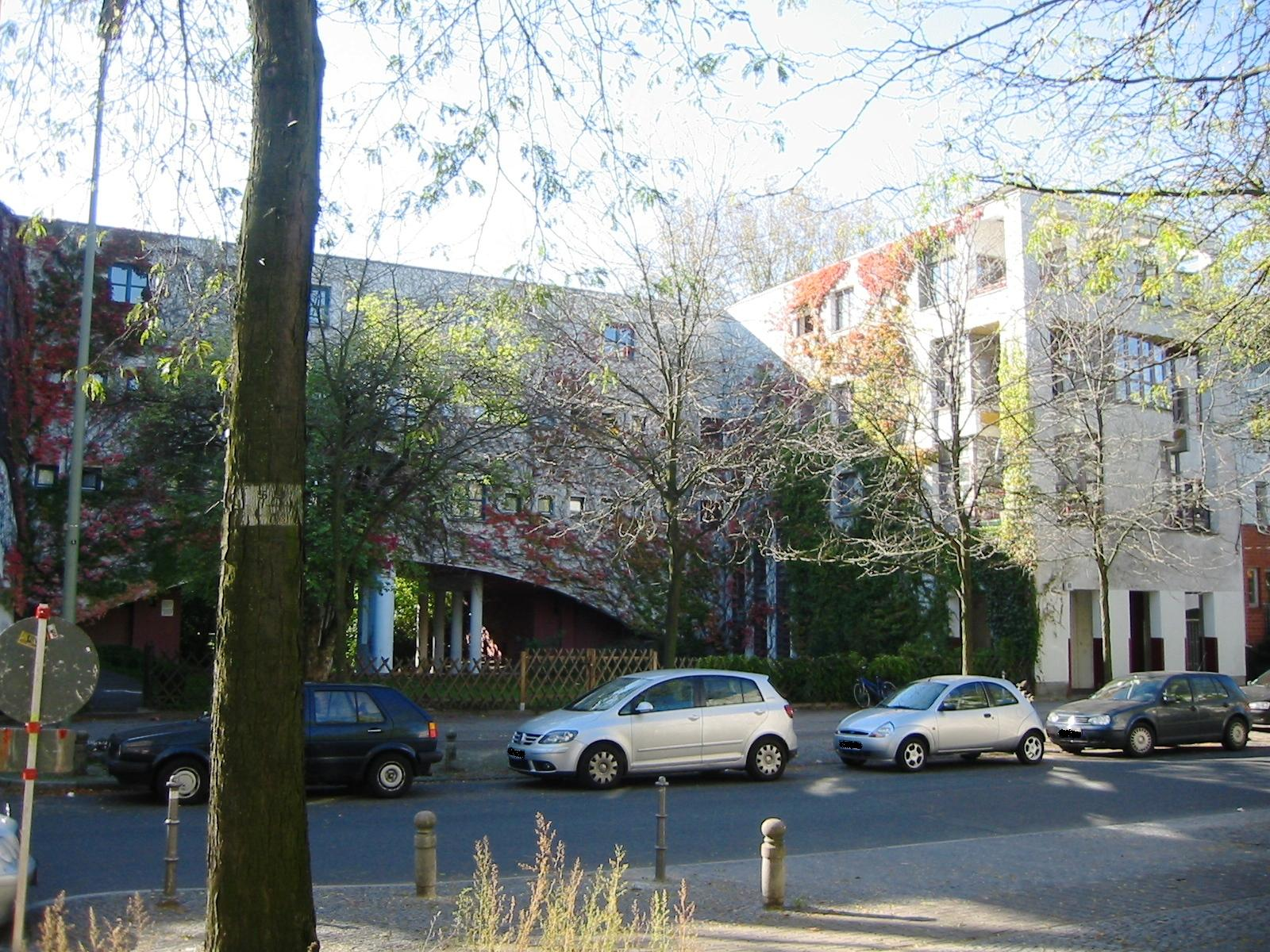
ساختمانی از راب کرییر

 راب کرییر (انگلیسی: Rob Krier؛ زادهٔ ۱۰ ژوئن ۱۹۳۸) یک معمار، و مجسمه‌ساز اهل لوکزامبورگ است.